# Suncus aequatorius
Suncus aequatorius là một loài động vật có vú trong họ Chuột chù, bộ Soricomorpha. Loài này được Heller mô tả năm 1912.